# Кочетков, Павел Сергеевич
Па́вел Серге́евич Кочетко́в (род. 7 марта 1986, Каменск-Уральский, Свердловская область) — российский шоссейный велогонщик, на профессиональном уровне выступает начиная с 2013 года. В составе таких команд как «Катюша», «Итера-Катюша» и «Русвело» неоднократно становился победителем и призёром престижных шоссейных гонок. На соревнованиях представляет Свердловскую область и параллельным зачётом Республику Башкортостан, мастер спорта. С 2021 года выступает за российскую велокоманду «Gazprom-RusVelo».

## Биография
Павел Кочетков родился 7 марта 1986 года в городе Каменск-Уральский Свердловской области. Активно заниматься велоспортом начал в раннем детстве, проходил подготовку в местной детско-юношеской спортивной школе, в разное время тренировался под руководством таких специалистов как Р. Н. Латыпов и А. В. Зыков.
Первого серьёзного успеха добился в 2007 году, когда принял участие в нескольких престижных гонках в Италии и на некоторых из них сумел попасть в число призёров, в том числе одержал победы на четвёртом этапе «Джиро делле Региони» и в однодневном заезде «Интернационале ди Канева». Год спустя продолжил успешно выступать на итальянских дорогах, был лучшим на «Трофео Марко Рускони», стал бронзовым призёром «Гран Премио Спортиви ди Поггиана», «Трофео Альчиде Дегаспери», «Трофео Сальваторе Моруччи», финишировал шестым в молодёжном «Туре Фландрии». Ещё через год выиграл «Трофео Альчиде Дегаспери», «Трофео Читта ди Сан-Вендемьяно», «Трофео Арас Фраттини», был девятым в генеральной классификации «Джиро Вале д’Аоста» и вторым в «Джиро делла Реджионе Фриули».
В 2010 году Кочетков выступал за словенскую континентальную команду «Жерокуадро Раденска», однако существенных достижений с ней не добился. В следующем сезоне перешёл в российскую континентальную команду «Итера-Катюша», выиграл стартовые этапы «Тура Болгарии» и «Тура Савойи», проехал «Вуэльту Португалии», занял девятое место в общем зачёте «Гран-при Сочи». В 2012 году выиграл третий этап «Сиркуит дез Арденн» (командная гонка), показал второй результат на «Велосипедном Туре Чехии» и на «Мемориале Олега Дьяченко», взял бронзу на «Гран-при Мишкольца» и на пятом этапе «Тура Словакии».
Благодаря череде удачных выступлений в 2013 году получил приглашение присоединиться к профессиональной континентальной команде «Русвело». В этом сезоне пришёл к финишу четвёртым в прологе «Вуэльты Португалии», занял шестое место на стартовом этапе многодневной гонки высшей категории «Джиро дель Трентино» (кроме того, впервые получил майку лучшего спринтера на соревнованиях такого высокого уровня), был четвёртым в групповой шоссейной гонке на чемпионате России. В 2014 году подписал контракт с командой мирового тура «Катюшей». Участвовал в таких престижных гонках как «Тур Даун Андер», «Тур Словении», «Тур Валлонии», «Классика Сан-Себастьяна», «Энеко Тур», «Гран-при Квебека», «Гран-при Монреаля», «Тур Пекина» и пр. Успешно выступал в «Туре Лангкави» в Малайзии, закрыл десятку сильнейших на втором этапе, однако на седьмом попал в завал и травмировал левую ключицу.

## Выступления
2007
1-й Circuito Internazionale di Caneva
1-й Этап 4 Giro delle Regioni
2-й Giro Ciclistico del Pinerolese
3-й Gran Premio Sportivi di Poggiana
2008
1-й Trofeo Marco Rusconi
3-й Gran Premio Sportivi di Poggiana
3-й Trofeo Alcide Degasperi
3-й Trofeo Salvatore Morucci
4-й La Côte Picarde
6-й Тур Фландрии U23
- 7-й Тур Ломбардии

2009
1-й Trofeo Alcide Degasperi
1-й Freccia dei Vini
1-й GP Inda
2-й Giro del Friuli Venezia Giulia
2-й Coppa della Pace
6-й Gara Ciclistica Millionaria
9-й Giro della Valle d'Aosta
2010
4-й GP Südkärnten
2011
1-й Этап 1 Тур Болгарии
7-й Тур Савойи
1-й Этап 1
9-й Гран-при Сочи
2012
2-й Тур Чехии
1-й  Очковой классификация
2-й Мемориал Олега Дьяченко
3-й Гран-при Мишкольца
4-й Tour du Loir-Et-Cher
7-й Сиркуит дез Арденн
1-й Этап 3 (ТТТ)
2013
4-й Чемпионат России, групповая гонка
2015
Джиро д’Италия
 на этапе 3-4
2016
 Чемпионат России, групповая гонка
8-й Тур Словении

## Статистика выступлений

### Чемпионаты
| Соревнование     | Соревнование | 2008 | 2009 | 2010 | 2011 | 2012 | 2013 | 2014 | 2015 | 2016 | 2017 | 2018 |
| Олимпийские игры | ГГ           | —    |      |      |      | —    |      |      |      | 38   |      |      |
| Олимпийские игры | ИГ           | —    |      |      |      | —    |      |      |      | 28   |      |      |
| Чемпионат мира   | ГГ           | 29   | —    | —    | —    | —    | —    | —    | —    | —    | —    |      |
| Чемпионат мира   | ИГ           | —    | —    | —    | —    | —    | —    | —    | —    | —    | —    |      |
| Чемпионат мира   | КГ           | —    | —    | —    | —    | 19   | —    | —    | —    | —    | —    |      |
| Чемпионат России | ИГ           | —    | —    | —    | 17   | —    | —    | 7    | 11   | 12   | —    |      |
| Чемпионат России | ГГ           | —    | —    | —    | —    | 9    | 4    | 32   | 7    | 1    | НФ   |      |

### Гранд-туры
| Гонка           | 2015 | 2016 | 2017 | 2018 | 2019 | 2020 |
| --------------- | ---- | ---- | ---- | ---- | ---- | ---- |
| Джиро д'Италия  | 37   | 32   | НФ   | —    | —    | НФ   |
| Тур де Франс    | —    | —    | —    | 61   | —    | —    |
| Вуэльта Испании | 76   | 39   | —    | 53   | 98   | —    |

| —  | Не участвовал  |
| НФ | Не финишировал |